# Anna Maria Ferrero

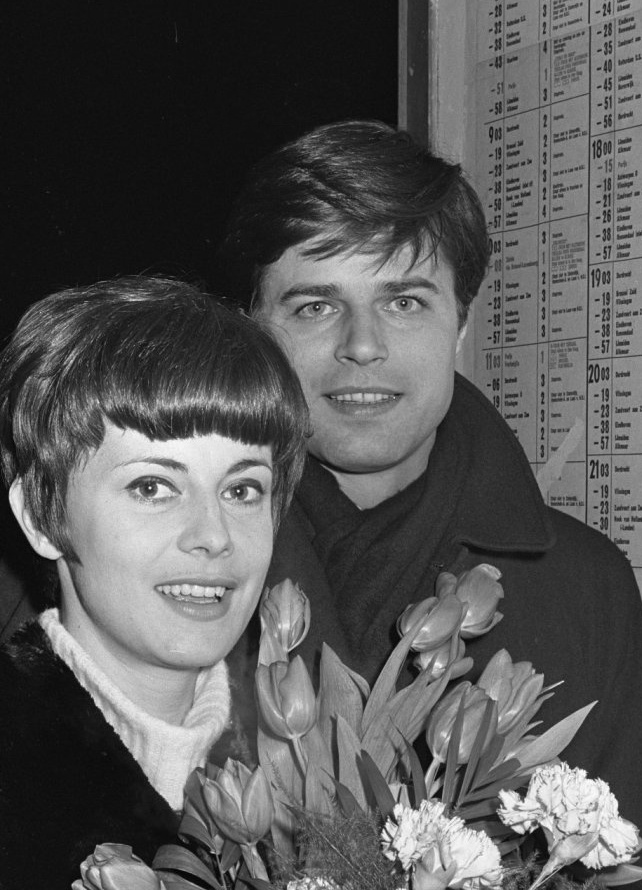
Anna-Maria Ferrero cu Jean Sorel (1966)

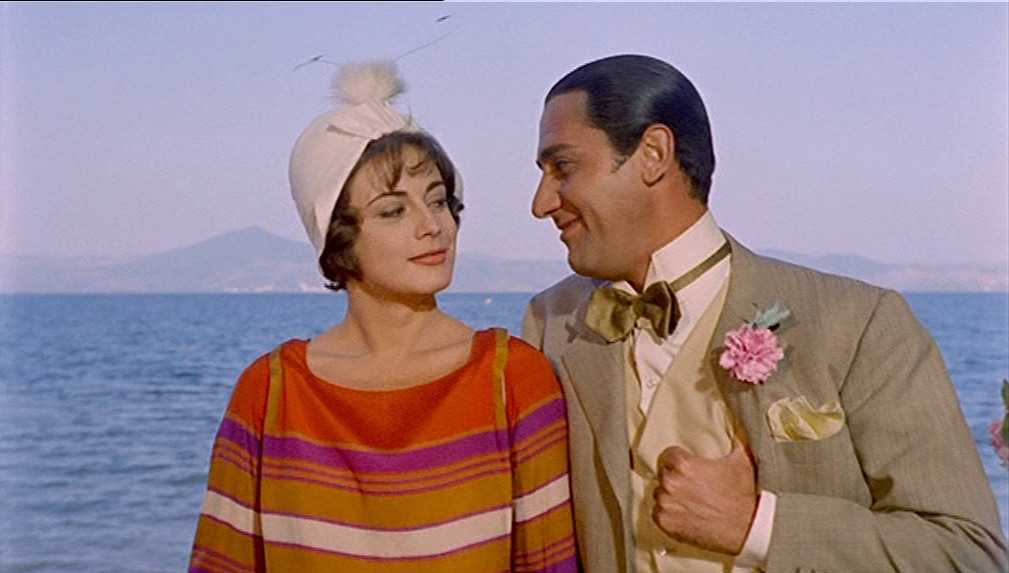
Anna-Maria Ferrero cu Alberto Sordi în Gastone (1960)

Anna Maria Ferrero, pseudonimul lui Anna Maria Guerra (n. 18 februarie 1935, Roma, Regatul Italiei – d. 21 mai 2018, Versailles, Île-de-France, Franța) a fost o actriță italiană. 
A fost activă între anii 1950 și 1960 atât în film, cât și în televiziune. Pe micul ecran, în 1956, a jucat în drama de televiziune Cime tempestose alături de Massimo Girotti.
Printre cele mai cunoscute filme ale sale se numără Infidelele (1953), Surprizele dragostei (1959), Cocoșatul (1960), Aurul Romei (1961) și Cele patru zile ale orașului Neapole (1962).

## Biografie
La scurt timp după absolvirea școlii, Ferrero a ajuns să joace în filme ca o descoperire a lui Claudio Gora⁠(d) în 1949 și a jucat mai ales roluri mai mari în drame, melodrame, filme istorice și filme de dragoste, dar mai rar în comedii.
După o școală de actorie cu Teresa Franchini⁠(d) în 1953/54, a jucat și pe scenă cu trupa de actorie a lui Vittorio Gassman. A jucat în piese precum Hamlet și Kean și a avut succes în 1958/59 în rolul principal al musicalului Irma La Douce.
În 1962 s-a căsătorit cu actorul francez Jean Sorel, partenerul ei din filmul Aurul Romei (L'oro di Roma) (1961) și în curând a renunțat la propria ei carieră de actriță.

## Filmografie selectivă
- 1950 Il cielo è rosso, regia Claudio Gora
- 1951 Domani è un altro giorno, regia Léonide Moguy
- 1951 Il Cristo proibito, regia Curzio Malaparte
- 1953 Fete de lux (Fanciulle di lusso), regia Bernard Vorhaus
- 1953 Infidelele (Le infedeli), regia Steno și Monicelli
- 1953 Siamo tutti inquilini, regia Mario Mattoli
- 1953 Febbre di vivere, regia Claudio Gora
- 1953 Înfrânții (I vinti), regia Michelangelo Antonioni
- 1953 Napoletani a Milano, regia Eduardo De Filippo
- 1953 Giuseppe Verdi, regia Raffaello Matarazzo
- 1954 Cronica amanților săraci (Cronache di poveri amanti), regia Carlo Lizzani
- 1954 Canzoni di mezzo secolo, regia Domenico Paolella
- 1954 Vai celor învinși (Guai ai vinti), regia Raffaello Matarazzo
- 1954 Una parigina a Roma, regia Erich Kobler
- 1955 Totò e Carolina, regia Mario Monicelli
- 1955 La vedova X, regia Lewis Milestone
- 1955 Canzoni di tutta Italia, regia Domenico Paolella
- 1955 La rivale, regia Anton Giulio Majano
- 1956 Război și pace (Guerra e pace), regia King Vidor
- 1956 Suprema confessione, regia Sergio Corbucci
- 1959 La notte brava, regia Mauro Bolognini ()
- 1959 Surprizele dragostei (Le sorprese dell'amore), regia Luigi Comencini
- 1960 Impiegatul (L'impiegato), regia Gianni Puccini
- 1960 Il mattatore, regia Dino Risi
- 1960 Austerlitz (Austerlitz), regia Abel Gance
- 1960 Culpables, regia Arturo Ruiz Castillo
- 1960 I delfini, regia Citto Maselli
- 1960 Cocoșatul (Il gobbo), regia di Carlo Lizzani
- 1960 Gastone, regia Mario Bonnard
- 1961 Căpitanul Fracasse (Capitan Fracassa), regia Pierre Gaspard-Huit
- 1961 O zi ca leii (Un giorno da leoni), regia Nanni Loy
- 1961 Aurul Romei (L'oro di Roma), regia Carlo Lizzani
- 1962 Una domenica d'estate, regia Giulio Petroni
- 1962 Cele patru zile ale orașului Neapole (Le quattro giornate di Napoli), regia Nanni Loy
- 1963 Un marito in condominio, regia Angelo Dorigo
- 1964 Cocaina di domenica, episodul Controsesso, regia Franco Rossi